# Frankie Fredericks
Frank Fredericks (becenevén Frankie) (Windhoek, 1967. október 2. –) namíbiai atléta, négyszeres olimpiai ezüstérmes (1992 és 1996).
2017. márciusának elején lemondott a 2024-es olimpiai pályázatokat értékelő bizottság vezetéséről, mivel korrupcióval gyanúsították meg.

## Életpályája
Namíbia olimpikonja, Frankie Fredericks sprinter összesen négy ezüstérmet  szerzett atlétikában.

### Korrupciós gyanú
2017 elején Fredericksszel szemben a Nemzetközi Olimpiai Bizottság etikai vizsgálatot indított, miután felmerült annak a gyanúja, hogy 2009-ben pénzt fogadott el egy pénzügyi tanácsadótól  a 2016-os olimpia odaítélését megelőzően. Fredericks határozottan tagadja a vádakat, azonban 2017. március 6-án a Nemzetközi Atlétikai Szövetségnél (IAAF) betöltött pozíciójáról mondott le, majd március 7-én jelezte, hogy önként távozik a 2024-es olimpiai pályázatokat értékelő bizottság éléről.